# Zdravko Kovačić
Zdravko-Ćiro Kovačić, född 6 juli 1925 i Šibenik, Kroatien, Kungariket Jugoslavien, död 1 april 2015 i Rijeka, Republiken Kroatien, var en jugoslavisk vattenpolomålvakt.
Han ingick i Jugoslaviens landslag vid olympiska sommarspelen 1948, 1952 och 1956. I Melbourne var Kovačić fanbärare för Jugoslavien.
Kovačić spelade en match i den olympiska vattenpoloturneringen i London. Han spelade sedan nio matcher i den olympiska vattenpoloturneringen i Helsingfors och sju matcher i den olympiska vattenpoloturneringen i Melbourne. Jugoslavien tog silver både 1952 och 1956. Han spelade för klubblaget VK Primorje.
Kovačić valdes in i International Swimming Hall of Fame 1984.